# Rafaela Romero
Rafaela Romero (Quintana de la Serena, Badajoz, 1 de febrer de 1972) és advocada i política del Partit Socialista d'Euskadi (PSE-EE).

## Biografia i trajectòria política
Nascuda a Quintana de la Serena (Badajoz), està casada amb el president del PSE-EE, Jesús Eguiguren, i té una filla. Va estudiar en la Facultat de Dret de la Universitat del País Basc i, des que es va llicenciar el 1996, ha exercit l'advocacia en els camps de dret administratiu, civil i d'empresa.
De família de tradició socialista, es va comprometre de molt jove amb aquesta ideologia mitjançant la militància en les Joventuts Socialistes d'Euskadi (JSE-EGAZ); va ser membre de la seva Comissió Executiva Nacional i d'Estudiants Progressistes. Als 18 anys es va afiliar al PSE-EE (PSOE) de Mondragón, lloc on va créixer i va viure fins al 1996. Ha estat regidora als ajuntaments de Mondragón (1995-1998) i Pasaia (2003-2007), així com membre del Consell d'Administració del Port de Passaia en representació de l'Administració General de l'Estat.
Des de 1995 és juntera pel seu partit en les Juntes Generals de Guipúscoa, on és portaveu del grup socialista, i ha desenvolupat el treball parlamentari fonamentalment a les àrees d'economia, hisenda, infraestructures i ordenació del territori. L'any 2007 va ser triada presidenta de les Juntes Generals de Guipúscoa, càrrec que va exercir fins al 2011.
Pertany a la Comissió Executiva de Guipúscoa del PSE-EE. Ha estat la responsable de relacions institucionals i grans infraestructures; també ha exercit diverses funcions en les secretaries d'estudis i programes; i la d'ordenació del territori, habitatge i medi ambient.
Rafaela Romero també ha desenvolupat una intensa activitat en àmbits universitaris i de formació, participant com a ponent en diversos congressos sobre l'atenció a les víctimes del terrorisme i les polítiques d'igualtat entre homes i dones, entre d'altres.